# 鳳凰座星系團
鳳凰座星系團（Phoenix Cluster，SPT-CL J2344-4243）是一個位於鳳凰座的星系團，橫跨範圍經量測達到7300萬光年，是目前已知最大的星系團之一。

## 概要
鳳凰座星系團可能在之前數百萬年並不活躍，但近年內部恆星形成狀況開始活躍。該星系團內恆星形成率是至今所有紀錄中最活躍的。NASA 的钱德拉X射线天文台觀測發現在鳳凰座星系團內每年形成的恆星總質量達到740倍太陽質量。這個恆星形成率被認為是英仙座星系團的20倍。
鳳凰座星系團也產生比其他已知的大質量星系團更多的X射線。觀測資料顯示高溫氣體在星系團中心區域冷卻速度是有紀錄以來最高的。在星系團中心有大量的物質聚集，質量超過了星系團其他星系的總質量。
在鳳凰座星系團中心有一個質量增加率極高的超大質量黑洞，該黑洞每年增加約60個太陽質量。目前，其質量相當於200億倍太陽質量。

## 發現
鳳凰座星系團最初是由拉希德·苏尼亚耶夫等人使用南极望远镜以苏尼亚耶夫-泽尔多维奇效应發現。

## 中央部分
鳳凰座星系團中央為橢圓cD型星系鳳凰座A (RBS 2043, 2MASX J23444387-4243124)，其擁有一個同時具有類星體和2型塞弗特星系的特性的活躍星系核，其能量來自一個位於中心的超大質量黑洞。該星系的形態尚不確定。根據 K 波段的「總」孔徑，鳳凰座A的角直徑為16.20角秒，對應的光度直徑為206.1千秒差距（672,200光年），成為已知最大的星系之一。
鳳凰座A含有大量熱氣體，正常物質比星系團中所有其他星系的總和還要多。觀測數據表明，中央地區的熱氣體正在以每年3,820 M☉的速度冷卻，是有史以來最高的。
鳳凰座A正在經歷大規模的星暴，是星系團中有史以來最高的星暴，儘管其他紅移更高的星系也有更高的星暴率（見嬰兒潮星系）。
星系演化探測器和赫歇爾太空望遠鏡在內的觀測表明，鳳凰座A正以每年740 M☉的異常高速度將物質轉化為恆星。比英仙座星系團中心星系NGC 1275A的恆星形成率要高得多，那裡的恆星形成率大約低 20 倍，相當於銀河系每年一顆恆星的形成率。

## 超大質量黑洞
鳳凰座星系團的中心黑洞驅動鳳凰座A的塞弗特核及產生星團中心內腔的相對論性噴流。M. Brockamp和他的同事利用中央星系最內層恆星密度的模型，以及促進其中心黑洞增長的絕熱過程，創建了一種量熱工具來測量黑洞的質量。研究團隊推導出一個能量轉換參數，並將其與星系團內熱氣體的行為、活動星系核反饋參數以及星系的動力學和密度分佈聯繫起來，創建了一個演化模型，以模擬中心黑洞在過去可能的成長方式。就鳳凰座A而言，其已被證明具有更極端的特性，絕熱模型接近理論極限。
根據論文中的模型，中心黑洞的質量估計為數千億 M☉，甚至可能超過這個質量，雖然黑洞本身的質量尚未通過軌道測量。如此高的質量使它成為可觀測宇宙中已知的最大質量黑洞之一。

## 延伸閱讀
- R. Williamson et al.; "A Sunyaev-Zel'dovich-selected Sample of the Most Massive Galaxy Clusters in the 2500 deg^2 South Pole Telescope Survey"; The Astrophysical Journal, Volume 738, Issue 2 ; September 2011 ; arXiv:1101.1290 ; Bibcode：2011ApJ...738..139W ; doi:10.1088/0004-637X/738/2/139 ;

## 外部連結
- Chandra X-Ray Observatory, Blog Home: Q&A With Michael McDonald （页面存档备份，存于） Wed, 08/08/2012 - 16:13
- The Prediction and Fulfillment of the "Effect": An Interview with Rashid Sunyaev （页面存档备份，存于）, August 15, 2012